# Sao chổi lớn năm 1744
Sao chổi lớn năm 1744, có tên gọi chính thức là C/1743 X1, và còn được gọi là Sao chổi de Chéseaux hoặc Sao chổi Klinkenberg-Chéseaux, là một sao chổi sáng rõ được quan sát trong năm 1743 và 1744. Nó được Jan de Munck phát hiện độc lập vào cuối tháng 11 năm 1743, Dirk Klinkenberg phát hiện trong tuần thứ hai của tháng 12, và được Jean-Philippe de Chéseaux phát hiện bốn ngày sau đó. Nó có thể nhìn thấy bằng mắt thường trong vài tháng vào năm 1744 và thể hiện các hiệu ứng ấn tượng và bất thường trên bầu trời. Độ sáng tuyệt đối của nó - hoặc độ sáng nội tại - 0,5 là độ sáng cao thứ sáu trong lịch sử được ghi lại. Độ sáng biểu kiến của nó có thể đạt tới mức cao nhất là -7, dẫn đến việc nó được phân loại thành "sao chổi lớn". Sao chổi này được ghi nhận đặc biệt vì nó đã xòe ra sáu cái đuôi hình quạt sau khi đi tới điểm cận nhật của nó.

## Khám phá
Sao chổi được Jan de Munck phát hiện vào ngày 29 tháng 11 năm 1743 tại Middelburg, và được Klinkenberg nhìn thấy độc lập vào ngày 9 tháng 12 năm 1743 tại Haarlem, và được Chéseaux nhìn thấy từ đài quan sát ở Lausanne vào ngày 13 tháng 12. Chéseaux nói nó thiếu một cái đuôi và giống như một ngôi sao mờ nhạt của với độ sáng 3; ông đo đầu của nó dài năm phút cung.
Sao chổi này từ từ sáng lên đều đặn khi nó đi dần đến điểm cận nhật. Vào ngày 18 tháng 2 năm 1744, nó được báo cáo là sáng như sao Kim (với độ sáng tuyệt đối là -4,6) và tại thời điểm này cho thấy nó có một đuôi kép.

## Điểm cận nhật với "sáu đuôi"
Sao chổi này đã tiến đến điểm cận nhật vào khoảng ngày 1 tháng 3 năm 1744, với khoảng cách đến Mặt Trời là 0,2 AU. Vào khoảng thời gian này, nó đủ sáng để có thể quan sát ngay vào ban ngày bằng mắt thường. Khi nó di chuyển ra khỏi điểm cận nhật, một cái đuôi đặc biệt đã phát triển - mở rộng kéo dài đường chân trời trong khi đầu sao chổi vẫn vô hình do ánh sáng bình minh vào buổi sáng. Vào đầu tháng 3 năm 1744, Chéseaux và một số nhà quan sát khác đã báo cáo một hiện tượng cực kỳ bất thường - một hình quạt gồm sáu cái đuôi riêng biệt nằm trên đường chân trời.

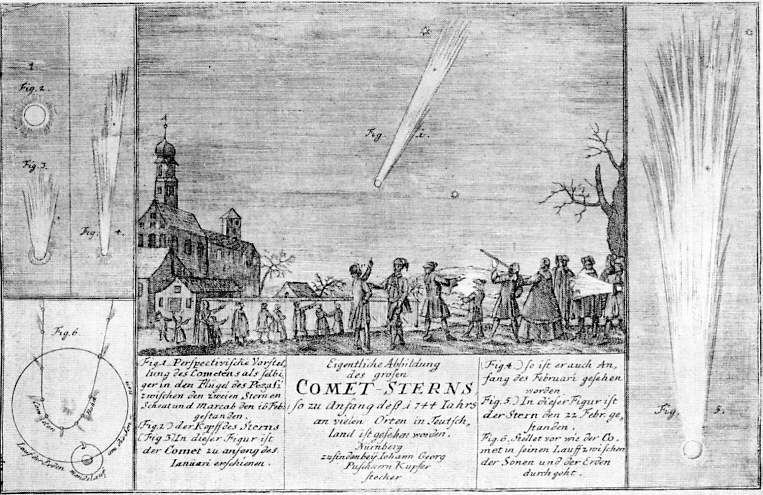
Sao chổi lớn vào ngày 16 tháng 2 năm 1744 trên bầu trời Nuremberg. Tranh khắc gỗ của "COMET-STERNS" (Sao chổi-Sao) của nhà thiên văn học và bậc thầy khắc gỗ Johann Georg Puschner (1680-1749)

Cấu trúc 6 đuôi của sao chổi này là một thách đố cho các nhà thiên văn học trong nhiều năm. Mặc dù các sao chổi khác cũng đã cho thấy nhiều đuôi, sao chổi 1744 là sao chổi duy nhất có tận sáu đuôi. Người ta đã gợi ý rằng 'hình quạt' của đuôi được tạo ra do ba nguồn hoạt động trên hạt nhân sao chổi, tiếp xúc lần lượt với bức xạ mặt trời khi nhân sao chổi tự quay. Hiện tượng đuôi này cũng được đề xuất là một ví dụ rất nổi bật của "bụi striae" nhìn thấy trong đuôi của một số sao chổi, chẳng hạn như sao chổi West và C/2006 P1 (McNaught).